# Rob Letterman
Rob Letterman é um cineasta, animador e roteirista americano que dirigiu alguns filmes de animação da DreamWorks Pictures.

## Filmografia
| Ano  | Filme                                  | Diretor | Produtor | Escritor |
| ---- | -------------------------------------- | ------- | -------- | -------- |
| 1999 | Los Gringos                            | Sim     | Não      | Não      |
| 2004 | O Espanta Tubarões                     | Sim     | Não      | Sim      |
| 2009 | Monstros vs. Alienígenas               | Sim     | Não      | Sim      |
| 2010 | As Viagens de Gulliver                 | Sim     | Não      | Não      |
| 2015 | Goosebumps - Monstros e Arrepios       | Sim     | Não      | Não      |
| 2017 | As Aventuras do Capitão Cueca: O Filme | Não     | Sim      | Não      |
| 2019 | Pokémon: Detetive Pikachu              | Sim     | Não      | Sim      |